# Пищугин, Сергей Иванович
Сергей Иванович Пищугин (род. 18 мая 1941, Чита) — советский и российский скрипач, педагог. Профессор Московской консерватории. Народный артист Российской Федерации (1994). Участник струнных квартетов имени Глинки (60-е — 70-е годы) и имени Шостаковича (с 1977 года). Лауреат Государственной премии РСФСР им. Глинки (1987) — за концертные программы в составе квартета имени Д. Д. Шостаковича (1984—1986). Лауреат I премии Международного конкурса в Льеже 1969 года (в составе Квартета имени Глинки).

## Биография
Сергей Иванович Пищугин родился 18 мая 1941 в Чите в семье Ивана Михайловича Пищугина — заслуженного врача РСФСР и Анастасии Михайловны Кортуновой — журналистки, фотокорреспондента, участника событий на Халхин-Голе.
Учился в музыкальной школе в Ялте, затем в Москве — в Центральной музыкальной школе при Московской консерватории в классе С. И. Безродного. В 1968 году окончил Московскую консерваторию по классу скрипки — учился у Д. Ф. Ойстраха и С. И. Снитковского. Играл в квартетах имени Глинки (60-е — 70-е годы) и имени Шостаковича (с 1977 года). Гастролировал с этими коллективами по СССР и многим странам и участвовал во множестве международных музыкальных фестивалей.

## Звания и премии
- Народный артист Российской Федерации (3 июня 1994) — за большие заслуги в области музыкального искусства[2]
- Заслуженный артист РСФСР (1987)
- Государственная премия РСФСР имени М. И. Глинки (1987) — за концертные программы в составе квартета имени Д. Д. Шостаковича (1984—1986)